# لوكا إيفانوسيك
لوكا إيفانوسيك (مواليد 26 نوفمبر 1998) هو لاعب كرة قدم كرواتي يلعب في مركز الوسط المهاجم في نادي دينامو زغرب.

## روابط خارجية
- لوكا إيفانوسيك على موقع الاتحاد الدولي (مؤرشف)  (الإنجليزية)
- لوكا إيفانوسيك على موقع الاتحاد الأوربي (الإنجليزية)
- لوكا إيفانوسيك على موقع اتحاد كرواتيا (الكرواتية)
- لوكا إيفانوسيك على موقع إي إس بي إن إف سي (الإنجليزية)
- لوكا إيفانوسيك على موقع قاعدة بيانات كرة القدم.إي يو (الإنجليزية)
- لوكا إيفانوسيك على موقع بيانات كرة القدم. دي إي (الألمانية)
- لوكا إيفانوسيك على موقع ليكيب (الفرنسية)
- لوكا إيفانوسيك على موقع ناشيونال فوتبول تيمز (الإنجليزية)
- لوكا إيفانوسيك على موقع Soccerbase.com (لاعب) (الإنجليزية)
- لوكا إيفانوسيك على موقع Soccerway.com (الإنجليزية)